# 카게야마 시게오
카게야마 시게오(일본어: 影山 茂夫)는 《모브 사이코 100》에 등장하는 등장인물이며 모브 사이코 100의 주인공이다.

## 소개
신장 157.7cm. 체중 44.3kg. 혈액형 O형. 생일 5월 12일. 황소자리. 범띠. 14세. 시오 중학교 2학년 1반 재적.
주변 사람들에게 '모브(일본어: 茂夫 시게오(모브)[*])'라고 불린다. 강한 초능력을 가지고 태어났지만, 과거에 여러 사건을 겪은 후 평범한 삶에는 필요하지 않은 힘이라고 생각해 거의 사용하지 않는다. 레이겐에게 초능력에 대해 상담한 것을 계기로, 그의 가게 '영 등등 상담소'에서 시급 300円(엔)으로 아르바이트를 하게 되었다. 한가한 사람이라는 이유로 '뇌감전파부'에게 권유되지만, 부회장의 설교를 듣고 자신을 바꾸기 위해 '육체개조부'에 들어간다. 어릴 때 동생 리츠가 폭력에 휘말려 다친 적이 있었는데 이를 목격한 모브는 의식을 잃고 폭주하여 리츠를 다치게 했다. 모브는 이 일이 트라우마가 되어, 초능력에 의지하지 않겠다고 다짐한다. 평상시엔 감정이 폭발하거나 폭주 상태가 되지 않기 위해서 강한 감정은 억제하고 있지만, 한계에 도달하면 '폭발'한 감정을 매개로 강한 초능력을 발동시킨다. 한계에 도달한 상태를 '100%'라고 하며 이 상태를 넘어선 '???%'라는 폭주 상태의 영역이 존재한다. 모브가 위험한 종교 단체와 테러 조직을 궤멸시키거나 학교를 파괴·복원하는 등 여러 사건을 일으키는 한편, 일부 사람들은 해당 인물의 정체를 찾으며 종교 단체를 만든다.